# Necròpoli de Santu Pedru
La necròpoli de Santu Pedru és un jaciment arqueològic prenurag, situat en el municipi de l'Alguer a l'illa de Sardenya (Itàlia), identificable en el camí d'Uri, al pujol del mateix nom.

## Descripció

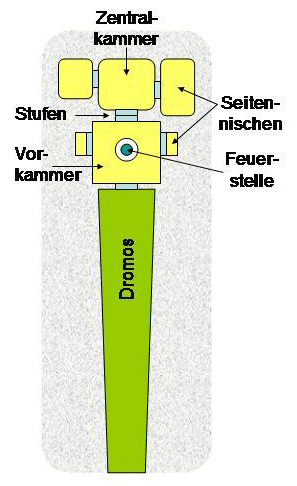
Representació de la tomba I de Santu Pedru

La primera tomba es va descobrir per Ercole Contu l'any 1959; posteriorment, s'han realitzat diverses excavacions més, entre les quals es troben les efectuades pels arqueòlegs Alberto Moravetti entre 1989 i 1994, i les de Paolo Melis entre 2004 i 2005. Les troballes pertanyen a un període entre el Neolític mitjà (cultura Ozieri), que es va desenvolupar en tota Sardenya durant un període que va des de 3200 aC a 2800 aC, fins a la primera edat de bronze (cultura de Bonnaro), cultura que també es va desenvolupar a Sardenya, en el segon mil·lenni aC (1800-1600 aC).
El jaciment consta d'una dotzena de tombes, algunes d'una mida monumental; es troben decorades amb elements arquitectònics de motllures, cornises, un cap de bou, sòcols, llindes i columnes o pilars; també es poden apreciar restes de pintures en gran part en color vermell. A l'època medieval, es va utilitzar una de les tombes situades en la part alta del vessant com a església rupestre amb dos altars dedicats, segons la cultura popular, a sant Pere i santa Llúcia.